# Sint-Catharinakerk (Sinaai)

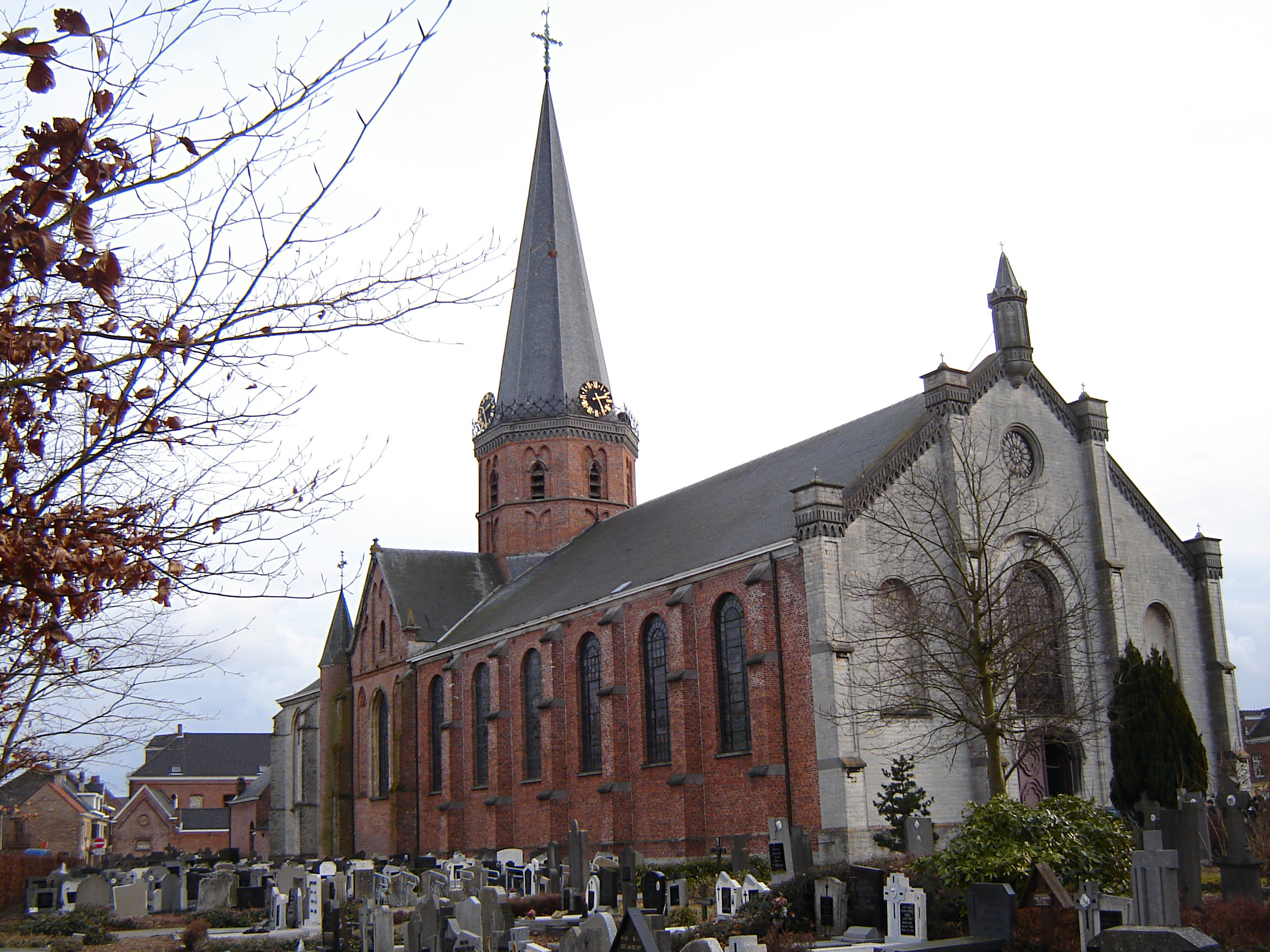
De Sint-Catharinakerk in 2008

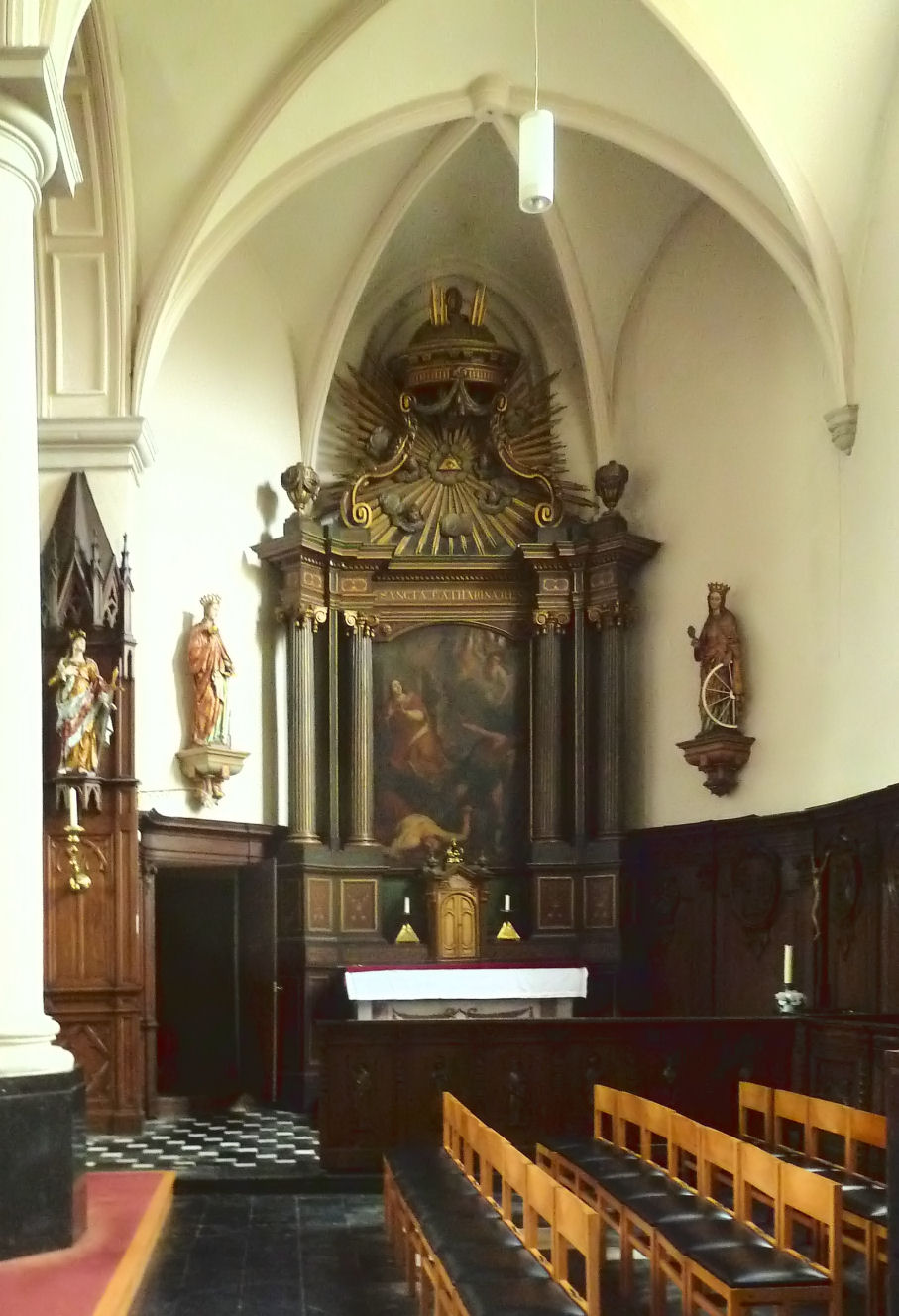
Zijaltaar van st-Catharina

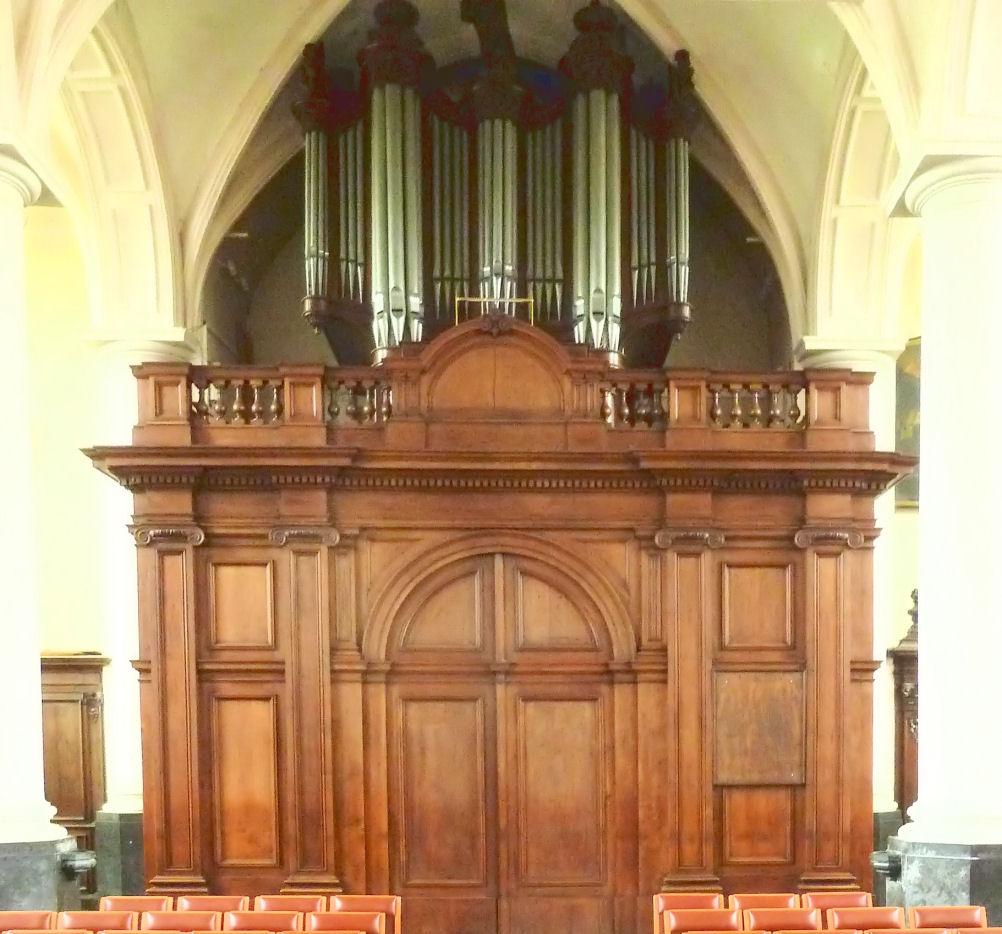
Orgel gebouwd door Vereecken.

De Sint-Catharinakerk is de parochiekerk aan de Dries in Sinaai in de Oost-Vlaamse gemeente Sint-Niklaas.

## Geschiedenis
Waarschijnlijk was er al in de 12e eeuw een bedehuis in Sinaai. In 1217 werd de parochie afgescheiden van die van Waasmunster. In 1262 werd een basilicale kerk gebouwd, in 1636 werd het middenschip opnieuw overkluisd. In 1660 werd de sacristie gebouwd, welke in 1774 werd hersteld. Begin 18e eeuw werden de zijbeuken verhoogd en werden ze met het middenschip onder één dak gebracht.
In 1840 werd, naar ontwerp van J. Depauw, een nieuwe westtravee en bijbehorende voorgevel toegevoegd. In 1846 werd de torenspits door blikseminslag verwoest en daarna gerepareerd.

## Gebouw
Het betreft een driebeukige kruiskerk met een achtkante vieringtoren, driezijdig afgesloten hoofdkoor en zijkoren. Van de 13e-eeuwse kerk zijn nog enkele gedeelten bewaard gebleven. De transeptarmen springen niet uit buiten de zijgevels, omdat in de loop der tijd de zijbeuken werden verbreed.
De kerk is grotendeels gebouwd in baksteen. De voorgevel, de zijkoren en de sacristie zijn in zandsteen uitgevoerd.

## Interieur
Het interieur oogt als een hallenkerk. De zijbeuken zijn even hoog als het middenschip en overkluisd met kruisribgewelven.
Tot de schilderijen behoren de Marteling van de Heilige Catharina van Alexandrië, door Antoon van den Heuvel (1673) en Hemelvaart van Maria door Philips Bonnecroy (1764).
De zijaltaren zijn in barokstijl en het hoofdaltaar is neogotisch (1879) door Mathias Zens. De lambriseringen met zijbanken zijn van 1680 en 1735. De biechtstoelen zijn van 1680, 1775 en 1786. De preekstoel is van 1773. Het orgel werd vervaardigd door Petrus Vereecken en is van 1870.
Christus Koningkerk · 
Don Boscokerk · 
Heilige Familiekerk · 
Heilige Pastoor van Arskerk · 
Onze-Lieve-Vrouw-ten-Boskerk · 
Onze-Lieve-Vrouw-van-Bijstand-der-Christenenkerk · 
Sint-Andreas- en Ghislenuskerk · 
Sint-Antoniuskerk · 

Sint-Catharinakerk · 
Sint-Jan-de-Doperkerk · 
Sint-Jobkerk · 
Sint-Jozefskerk · 
Sint-Nicolaaskerk
Voormalige kerken:
Heilig-Hartkerk · 
Sint-Franciscuskerk